# Katastrofa lotu Aerofłot 699
Katastrofa lotu Aerofłot 699 - katastrofa lotnicza, która wydarzyła się 18 stycznia 1988 roku. Samolot Tupolew Tu-154 linii Aerofłot rozpadł się po twardym lądowaniu w porcie lotniczym w Krasnowodzku. W wyniku wypadku zginęło 11 osób.

## Przebieg wypadku
Samolotem, który uległ wypadkowi był wyprodukowany w 1977 Tupolew Tu-154 należący do narodowych linii lotniczych Związku Radzieckiego Aerofłotu, posiadający numery rejestracyjne CCCP-85254. W dniu wypadku miał wylatane 15 859 godzin. Maszyna odbywała krajowy lot na trasie Moskwa-Aszchabad z międzylądowaniem w Krasnowodzku (dzisiejsze Turkmenbaszy). Lądowanie w Krasnowodzku odbywało się nocą, przy chmurach na wysokości 400 metrów, sterował drugi pilot. Podejście odbyło się przy wysokiej prędkości 275 km/h, mimo tego kapitan zdecydował się kontynuować lądowanie. Samolot przyziemił bardzo mocno 3 metry na lewo od linii wyznaczającej środek pasa startowego, następnie odbił się i rozpadł na dwie części. W wypadku zginęło 11 osób, rannych zostało 120 osób.

## Przyczyny
Przyczynami wypadku było między innymi kontynuowanie podejścia bez dostrzeżenia drogi startowej po przekroczeniu minimalnej bezwzględnej wysokości zniżania, wysoka prędkość lądowania oraz brak decyzji o odejściu na drugi krąg.